# 10011 Avidzba
10011 Avidzba (1978 QY1) là một tiểu hành tinh vành đai chính được phát hiện ngày 31 tháng 8 năm 1978 bởi N. S. Chernykh ở Đài vật lý thiên văn Crimean. Nó được đặt theo tên Anatolij Mkanovich Avidzba, an orchardist, viticulturist, và director of the Institute of Vine-growing và Wine-making ở Krym.